# Ethan Thompson
Ethan Ivan Thompson, né le 4 mai 1999 à Los Angeles en Californie, est un joueur portoricain de basket-ball évoluant au poste d'arrière et mesurant 1,93 m.

## Biographie

### Université
Il n'est pas sélectionné lors de la draft 2021.

### Magic d'Orlando (février-juillet 2025)
En février 2025, il signe un contrat two-way avec le Magic d'Orlando.

## Palmarès et distinctions personnelles
- All-NBA G League Third Team (2024)
- NBA G League Next Up Game (2024)
- First-team All-Pac-12 (2021)
- California Mr. Basketball (en) (2017)

## Statistiques

### En université
Les statistiques d'Ethan Thompson en matchs universitaires sont les suivantes :
| Saison    | Équipe       | Matchs | Titul. | Min./m | % Tir | % 3pts | % LF | Rbds/m. | Pass/m. | Int/m. | Ctr/m. | Pts/m. |
| --------- | ------------ | ------ | ------ | ------ | ----- | ------ | ---- | ------- | ------- | ------ | ------ | ------ |
| 2017-2018 | Oregon State | 32     | 32     | 32.2   | .383  | .333   | .731 | 4.1     | 3.5     | .7     | .4     | 9.9    |
| 2018-2019 | Oregon State | 31     | 31     | 34.4   | .444  | .359   | .797 | 5.0     | 3.9     | .9     | .5     | 13.7   |
| 2019-2020 | Oregon State | 31     | 31     | 35.4   | .458  | .333   | .742 | 4.2     | 4.5     | 1.3    | .2     | 14.8   |
| 2020-2021 | Oregon State | 33     | 33     | 33.6   | .404  | .329   | .813 | 4.0     | 3.9     | 1.2    | .4     | 15.7   |
| Carrière  | Carrière     | 127    | 127    | 33.9   | .424  | .338   | .776 | 4.3     | 3.9     | 1.0    | .3     | 13.5   |